# Randy Newman
Randall Stuart "Randy" Newman (Los Angeles, 28. studenog 1943.) američki je kantautor, aranžer, skladatelj i pijanist. Poznat je po svojem karakterističnom glasu, zajedljivim (katkad i sarkastičnim) pop pjesmama i filmskoj glazbi.
Već od 1980-ih, Randy Newman uglavnom radi kao skladatelj filmske glazbe. Glazbu je skladao za sljedeće filmove: Ragtime, Buđenja, Prirodno nadaren, Prljava igra, Mačke ne plešu, Dozvola za brak, Cold Turkey i Utrka života. Također je skladao glazbu za sljedeće filmove Pixarovog animacijskog studija u distribuciji Disneyja: Priča o igračkama, Život buba, Priča o igračkama 2, Čudovišta iz ormara, Auti, Priča o igračkama 3 i Čudovišta sa sveučilišta, te sljedeće filmove Disneyjevog animacijskog studija: Princeza i žabac i James i divovska breskva.

## Rani život
Rođen je 28. studenog 1943. u Los Angelesu. Majka mu je bila tajnica Adele Fox (30. kolovoza 1916. – 4. listopada 1988.), a otac internist Irving George Newman (28. studenog 1913. – 1. veljače 1990.). U New Orleansu je živio sve do svoje 11. godine. Rođen je na isti dan kao i njegov otac. S očeve strane obitelji imao je baku Lubu (rođ. Koskoff) (21. srpnja 1883. – 3. ožujka 1954.), djeda Michaela Newmana (1874. – 1948.) i tri strica koji su također poznati hollywoodski skladatelji: Alfred Newman, Lionel Newman i Emil Newman. Newmanovi rođaci Thomas, Maria, David i Joey također su filmski skladatelji. Studirao je glazbu na Sveučilištu u Kaliforniji. Od studija je odustao premda mu je preostao samo još jedan semetar za dobivanje bakalaureata iz društvenih i humanističkih znanosti. Cijela obitelj su mu Židovi, no judaizam se nije značajno prakticirao u Newmanovu kućanstvu; u međuvremenu je postao ateist.

## Osobni život
Od 1967. do 1985., bio je u braku s Njemicom Roswithom Schmale, s kojom ima tri sina. Od 1990. je u braku s Gretchen Preece s kojom ima dvoje djece. Gretchenin otac je redatelj Michael Preece.
Podržao je demokratskog kandidata Baracka Obamu na predsjedničkim izborima u SAD-u 2012., te je napisao satiričnu pjesmu o glasovanju za predsjedničke kandidate koji su bijelci.

## Nagrade
Za Oscara je nominiran 20 puta, a Oscara za najbolju originalnu pjesmu dobio je dva puta: 2002. godine za pjesmu "If I Didn't Have You" iz filma Čudovišta iz ormara i 2011. godine za pjesmu "We Belong Together" iz filma Priča o igračkama 3. Nagrađivan je s tri Emmyja, šest Grammyja i NARAS-om "Guvernerovom nagradom". Godine 2002., primljen je u Kantautorsku kuću slavnih. Godine 2007., dobio je priznanje "Disneyjeve legende". Godine 2010., dobio je zvijezdu na Hollywoodskoj stazi slavnih. Godine 2013., primljen je u Rock and Roll Kuću slavnih.

## Diskografija
Studijski albumi
- Randy Newman (1968.)
- 12 Songs (1970.)
- Sail Away (1972.)
- Good Old Boys (1974.)
- Little Criminals (1977.)
- Born Again (1979.)
- Trouble in Paradise (1983.)
- Land of Dreams (1988.)
- Bad Love (1999.)
- Harps and Angels (2008.)

Filmska glazba
- Cold Turkey (1971.)
- Ragtime (1981.)
- Prirodno nadaren (1984.)
- Roditelji (1989.)
- Avalon (1990.)
- Buđenja (1990.)
- U redakciji novina (1994.)
- Maverick (1994.)
- Priča o igračkama (1995.)
- James i divovska breskva (1996.)
- Michael (1996.)
- Život buba (1998.)
- Pleasantville (1998.)
- Priča o igračkama 2 (1999.)
- Dozvola za brak (2000.)
- Čudovišta iz ormara (2001.)
- Utrka života (2003.)
- Dozvola za Fockere (2004.)
- Auti (2006.)
- Prljava igra (2008.)
- Princeza i žabac (2009.)
- Priča o igračkama 3 (2010.)
- Čudovišta sa sveučilišta (2013.)
- Auti 3 (2017.)
- Priča o igračkama 4 (2018.)

## Vanjske poveznice
- Službena web-stranica
- Popis Newmanovih pjesama na Deezeru
- Randy Newman na Movie Guideu